# Horn (Nordland)
Pour les articles homonymes, voir Horn.
Horn est une localité du comté de Nordland, en Norvège.

## Géographie
Administrativement, Horn fait partie de la kommune de Vestvågøy.